# Torgny (prénom)
Pour la ville belge, voir Torgny.
Cette page présente le prénom Torgny ainsi que ses variantes.
Torgny (ou Thorgny) est un prénom masculin scandinave dérivé du vieux norrois Þorgnýr, composé des éléments Þórr « Thor » et gnýr « grondement, rugissement ». Ce prénom suédois, assez rare de nos jours, peut aussi se rencontrer en Norvège, au Danemark et parmi la population suédophone de Finlande.
Le prénom Torgny est à l'origine du patronyme suédois T(h)orgnysson signifiant « Fils de Torgny ».

## Personnalités portant ce prénom
- Torgny Lindgren (1938–), auteur suédois ;
- Torgny Mogren (1963–), fondeur suédois ;
- Torgny Segerstedt (en) (1876–1945), universitaire suédois ;
- Torgny Söderberg (en) (1944–), auteur-compositeur suédois ;
- Torgny Wåhlander (en) (1935–), athlète suédois spécialiste du saut en longueur suédois ;
- Torgny Wickman (1911–1997), réalisateur, photographe, scénariste et parolier suédois.